# Гаел Какута
Гаел Какута (на френски: Gaël Kakuta) е френски футболист роден на 21 юни 1991 г. в Лил, Франция.

## Кариера
През февруари 2008 г. Гаел получава сериозна фрактура на глезена по време на приятелска среща срещу Академията на Глен Ходъл, което слага край на втори обещаващ сезон за него в Челси.
Той стартира сезон 2008/09 с проблеми със сухожилието, но бързо се връща във форма, отбелязвайки при победата над Манчестър Юнайтед за Младежката ФА Къп. След това играе блестящо срещу Уолсол в четвъртия кръг от турнира, вкарвайки едно и изработвайки други две попадения.
Това бяха две от едва петте му участия за младежите през изминалия сезон, а за резервите записва две срещи преди да се контузи.
Избран за Най-перспективен ученик на Академията за 2007/08 от ръководители и съотборници, Гаел се радва на отлична първа година, след пристигането си от Ланс.
Той завършва годината като голмайстор на младежите, отбелязвайки 12 пъти за 24 мача, като играе на крилото или зад нападателите. Гаел открива сметката си и за резервите с някой запомнящи се голове, включително и с хеттрик срещу Порт Вейл в турнира за Младежката ФА Къп. В целия път на отбора до финала на турнира той отбеляза 6 гола.
Гаел е много техничен играч, играещ с левия крак. В края на 2007/08 той помага на отбора на Франция до 17 години да се класира на финала на Европейското първенство, но отбора губи.
Възстановен от проблемите с контузиите си в коляното, Гаел започва новия сезон в полузащитата на резервите. През септември той е наказан от ФИФА да не играе 4 месеца футбол, заради начина му на преминаване в Челси. Това наказание отпада през ноември.